# أندرس هوف
اندرس هوف هو ممثل دانمركي، ولد في 16 يناير 1956 بجرينلاند.

## أعمال

### أفلام
- (2005) الحصان الداكن
- (2013) شبق[4]

## وصلات خارجية
- مقالات تستعمل روابط فنية بلا صلة مع ويكي بيانات